# Lekanesphaera hookeri
Lekanesphaera hookeri är en kräftdjursart som först beskrevs av Leach 1814.  Lekanesphaera hookeri ingår i släktet Lekanesphaera och familjen klotkräftor. Arten är reproducerande i Sverige. Inga underarter finns listade i Catalogue of Life.